# Erich Köhler

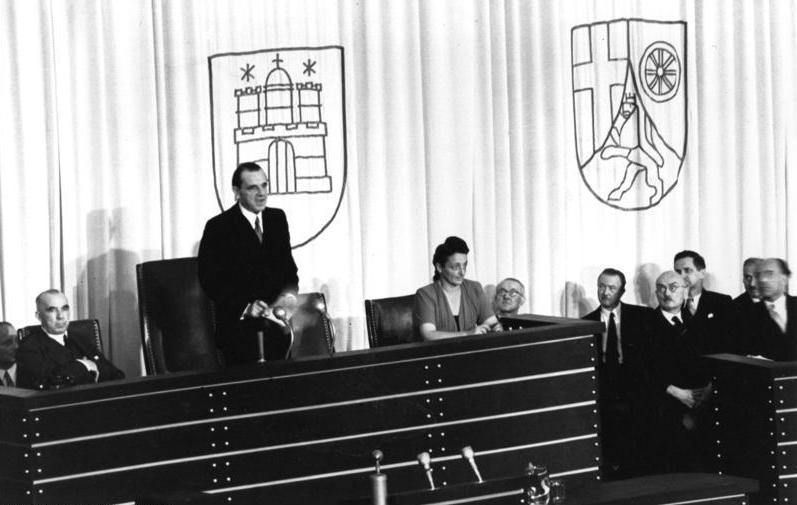
Erich Köhler wird zum (ersten) Bundestagspräsidenten gewählt und spricht zu den Abgeordneten

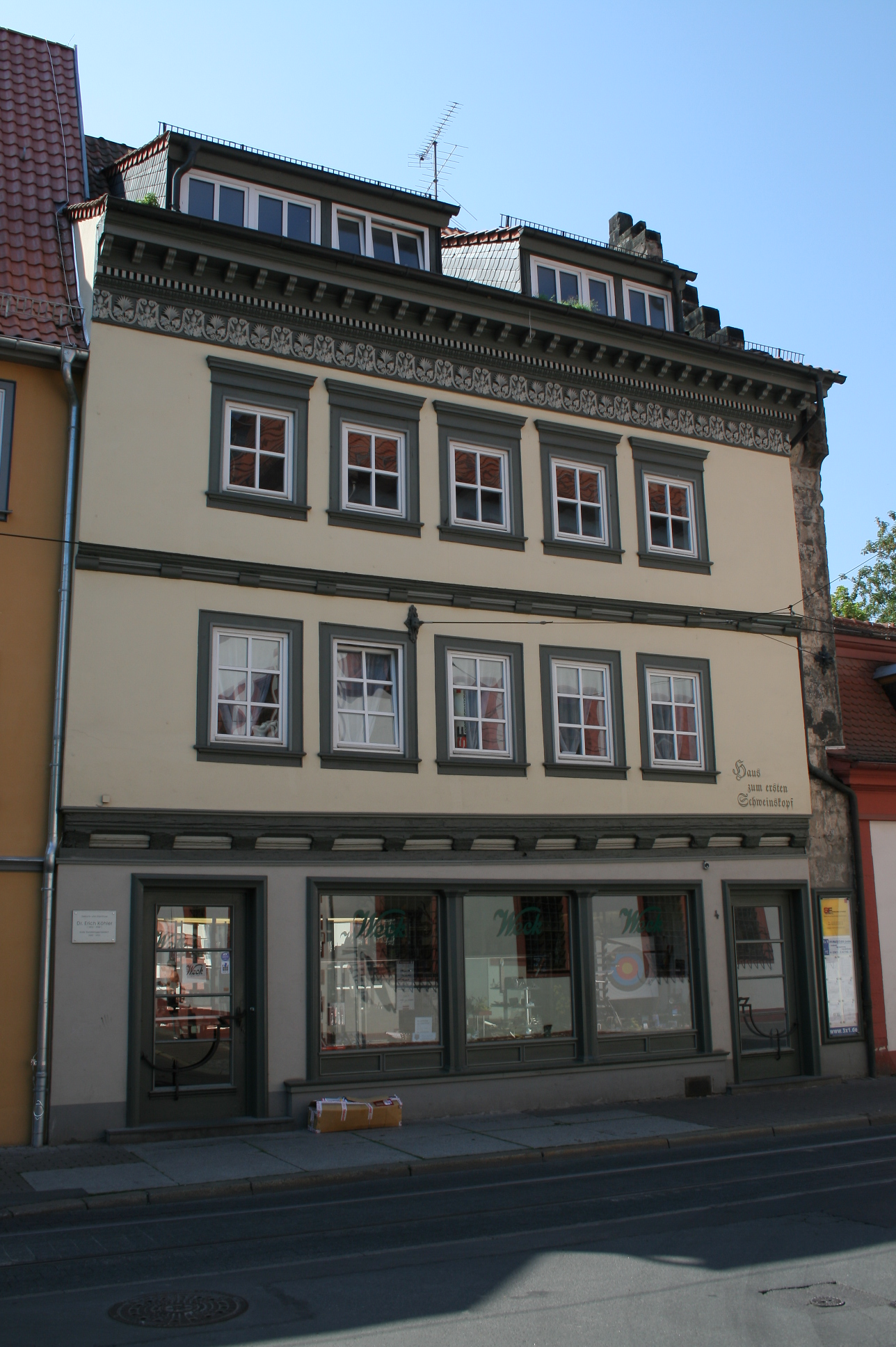
Köhlers Geburts- und Elternhaus in Erfurt

Erich Köhler (* 27. Juni 1892 in Erfurt; † 23. Oktober 1958 in Wiesbaden) war ein deutscher Politiker (CDU) und erster Präsident des Deutschen Bundestages.

## Leben
Erich Köhler besuchte das Königliche Realgymnasium „Zur Himmelspforte“ in Erfurt. Es folgte das Studium von Volkswirtschaft und Staatswissenschaften in Marburg, Berlin, Leipzig und Kiel. Nach der Teilnahme am Ersten Weltkrieg 1914 bis 1918 wurde Köhler im Jahr 1919 mit Auszeichnung zum Dr. sc. pol. promoviert, mit dem Thema Beziehungen der thüringischen Industrie zum Weltmarkt. Von 1919 bis 1933 war Köhler Geschäftsführer von Arbeitgeberverbänden in Kiel. Er war in der DVP politisch aktiv. Nach 1933 wurde er wegen seiner Ehe mit Helene Freund, einer Jüdin, diskriminiert. Am 11. September 1933, dem Geburtstag seiner Frau, wurde ihm gekündigt. Erst im Winter 1939/40 fand er wieder eine Arbeit als Versicherungsagent. Im September 1943 musste er aufgrund des Entmietungsgesetzes mit seiner Frau die Wohnung räumen. Seine Frau wurde zur Zwangsarbeit in einer Druckerei verpflichtet. Noch im Januar 1945 wurde ihm mit KZ-Haft gedroht.
Im Jahr 1945 wurde Köhler, beruflich nach dem Kriege Hauptgeschäftsführer der IHK Wiesbaden, Mitbegründer der CDU. Ab 1946 führte er deren Fraktion im ernannten Beratenden Landesausschuss, der Verfassungberatenden Landesversammlung (Groß-Hessen) und dem Hessischen Landtag, zugleich war er Mitglied im Wirtschaftsrat der Bizone, dessen Präsident er auch war.
1949 wurde er für den Wahlkreis Wiesbaden in den ersten Deutschen Bundestag gewählt, in dem er das Amt des ersten Bundestagspräsidenten bis 1950 ausübte. In dieses wurde er mit einer Mehrheit von 346 von 402 Stimmen gewählt. In seiner Antrittsrede sagte Köhler: „Wir wollen dienen den Armen und Bedürftigen, wir sollen die Selbstsüchtigen in Schranken halten und wir wollen den Schwachen vor dem Starken schützen.“
Allerdings erfuhr Köhler in seiner Amtsführung bald heftige Kritik; es kam sogar zu einem Misstrauensvotum. Nachdem Köhler im Bundeshaus einen Nervenzusammenbruch erlitten hatte, verlor er auch die Unterstützung seiner eigenen Fraktion. Am 18. Oktober 1950 trat Köhler vom Amt des Bundestagspräsidenten zurück. 
Köhler beabsichtigte, nach seinem Ausscheiden im Diplomatischen Dienst Verwendung zu finden und als Generalkonsul nach Australien entsandt zu werden. Diese Pläne ließen sich jedoch politisch nicht realisieren.
Sein Nachfolger wurde Hermann Ehlers. Köhler gehörte im ersten Bundestag dem Ausschuss für Wirtschaftspolitik, Geld und Kredit sowie dem Sonderausschuss für das Londoner Schuldenabkommen an. 1951/1952 war er stellvertretender Vorsitzender des „Parlamentarischen Untersuchungsausschusses zur Prüfung, ob durch die Personalpolitik Mißstände im Auswärtigen Dienst eingetreten sind“.
Im Jahr 1953 wurde Köhler im Wahlkreis Obertaunuskreis auch in den zweiten Deutschen Bundestag gewählt. 1957 verzichtete er aus gesundheitlichen Gründen auf eine erneute Kandidatur. Im selben Jahr wurde Köhler mit dem Großen Bundesverdienstkreuz mit Stern und Schulterband ausgezeichnet.